# Robe grise du cheval
Pour les articles homonymes, voir Gris.
Robe du cheval
La robe grise du cheval, ou plus exactement le grisonnement du cheval est, dans le domaine de l'hippologie, caractérisé par la décoloration progressive de la robe, généralement foncée, avec laquelle il est né. Le cheval gris naît de couleur foncée et s'éclaircit au fil des années, jusqu'à devenir presque complètement blanc. La quasi-totalité des chevaux gris ont le poil clair, la peau et les yeux très foncés. Il existe plusieurs races de chevaux sélectionnés sur la robe grise, comme le Camarguais et le Lipizzan. La robe, fréquente chez le cheval, est souvent confondue avec le blanc qui lui, est très rare.

## Terminologie

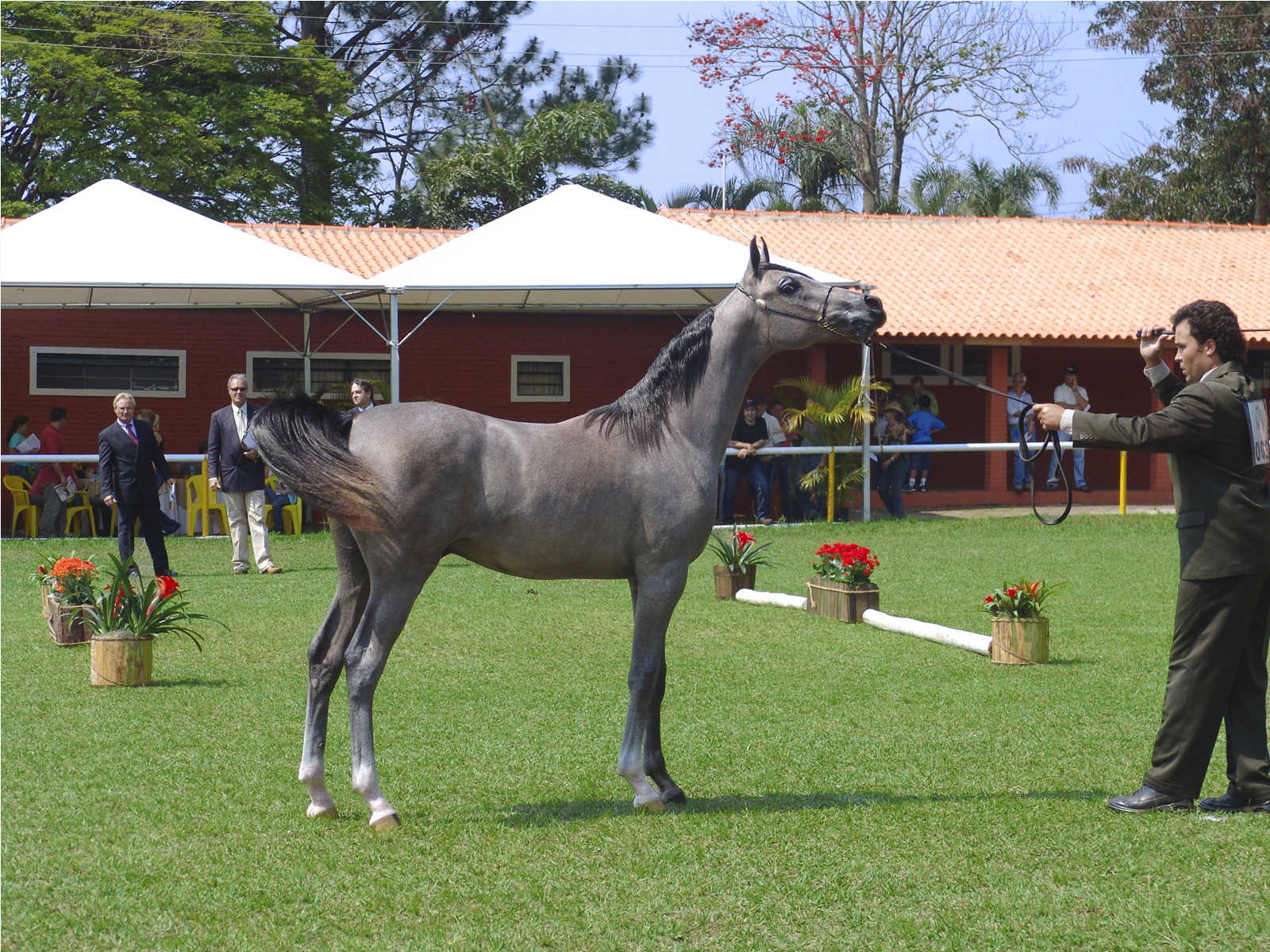
Jeune pur-sang arabe gris fer.

Bien que « gris » et « robe grise » soient les noms que l'on trouve dans les manuels et les descriptions officielles, il serait plus correct scientifiquement d'appeler cette robe « dépigmentation » ou « grisonnement », puisque le cheval naît foncé et s'éclaircit progressivement avec l'âge.

## Identification

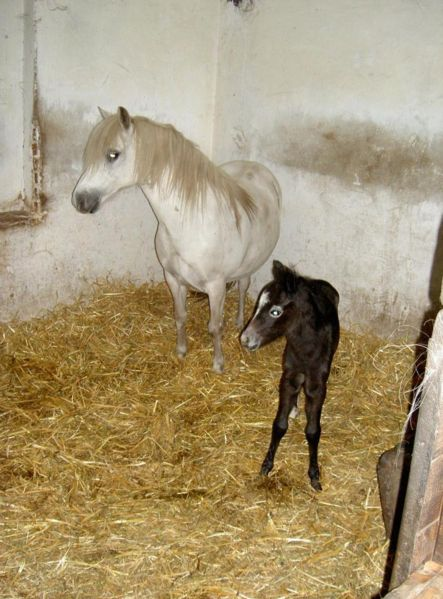
Cette jument grise a donné naissance à un poulain foncé. Les poils blancs autour du museau et des yeux du poulain confirment qu'il deviendra gris comme sa mère.

Un poulain qui deviendra gris peut naître avec n'importe quelle robe de base, généralement noire, baie ou alezane. Au fur et à mesure qu'il vieillit, des poils blancs remplacent les poils colorés composant la robe avec laquelle ce poulain est né. Il s'éclaircit de plus en plus au cours du temps, pouvant devenir presque complètement blanc. La pigmentation de la peau et des yeux n'est pas affecté.
Les premiers signes du grisonnement apparaissent sur des chevaux très jeunes, parfois dès la naissance et généralement vers l'âge d'un an. Les premiers poils blancs apparaissent sur la tête, au niveau du museau et des yeux, puis ils gagnent les flancs et, progressivement, le corps entier au fur et à mesure que le cheval vieillit. Les crins s'éclaircissent en dernier. Le cheval passe par des nuances de gris connues sous le nom de « gris fer » et « gris pommelé », jusqu'à devenir complètement blanc ou gris truité d'apparence. Si l'on regarde les poils d'un cheval gris, chaque poil est individuellement blanc, noir ou dans les teintes du bai et de l'alezan, mais pas réellement gris. C'est leur mélange qui donne au cheval une apparence grise.
Le grisonnement peut être plus ou moins rapide selon le cheval et la race concernée, et n'est donc pas un indicateur fiable de l'âge du cheval. Cependant, un très jeune cheval ne présentera jamais une robe d'apparence blanche à moins d'être un véritable cheval blanc, et un cheval âgé de plus de 10 ans est habituellement d'apparence blanche ou gris truité. Il ne faut pas confondre le grisonnement avec les quelques poils et crins blancs qui apparaissent chez les chevaux âgés (vers 20 ans), et qui sont, eux, liés au vieillissement.

### Types de robes grises
- Gris fer : Cette robe foncée est typique des jeunes chevaux qui commencent à grisonner, les premiers poils blancs apparaissent autour du museau, des yeux et sur les flancs.
- Gris pommelé : De grosses taches blanches apparaissent sur un fond de robe gris plus foncé.
- Gris truité (ou gris moucheté): De petites taches foncées apparaissent sur le pelage blanc.
- Gris « presque blanc » :  Le grisonnement peut atteindre la totalité du pelage du cheval, auquel cas les poils sont entièrement blanc pur. La peau sous le pelage reste foncée, ce qui atteste que le cheval a bien grisonné au cours du temps.

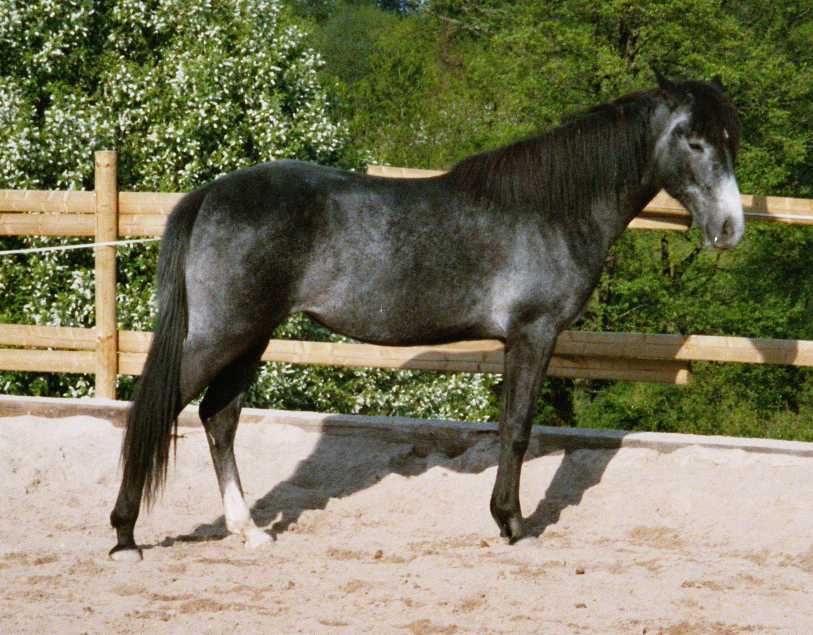
Jeune Barbe gris fer, qui commence tout juste à grisonner.
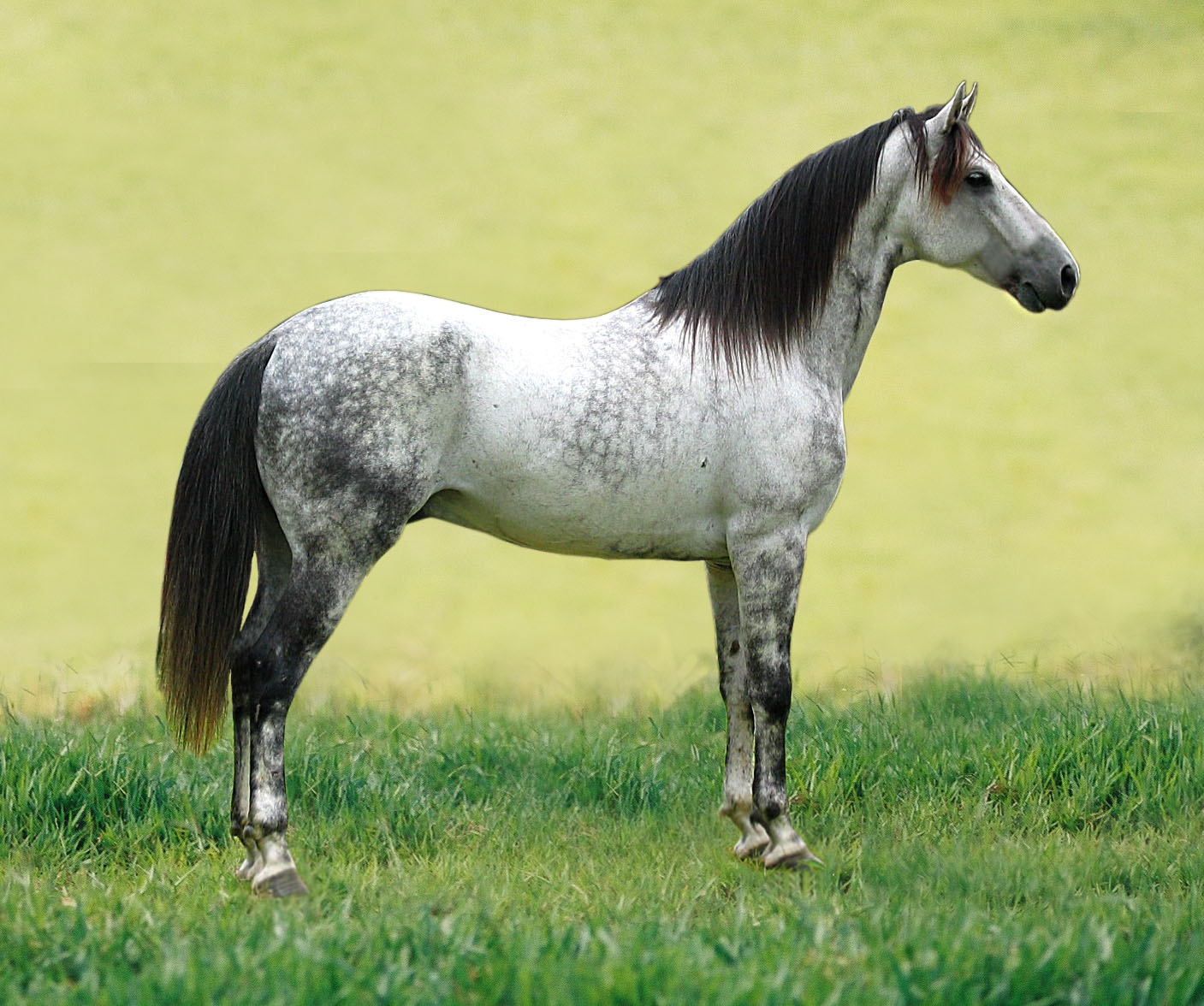
Mangalarga gris pommelé.
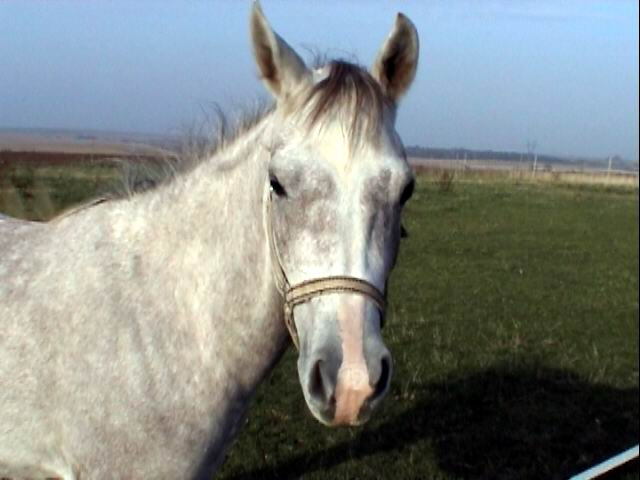
La peau située sous les marques blanches de ce cheval arabe gris est rose. Partout ailleurs, elle est foncée.
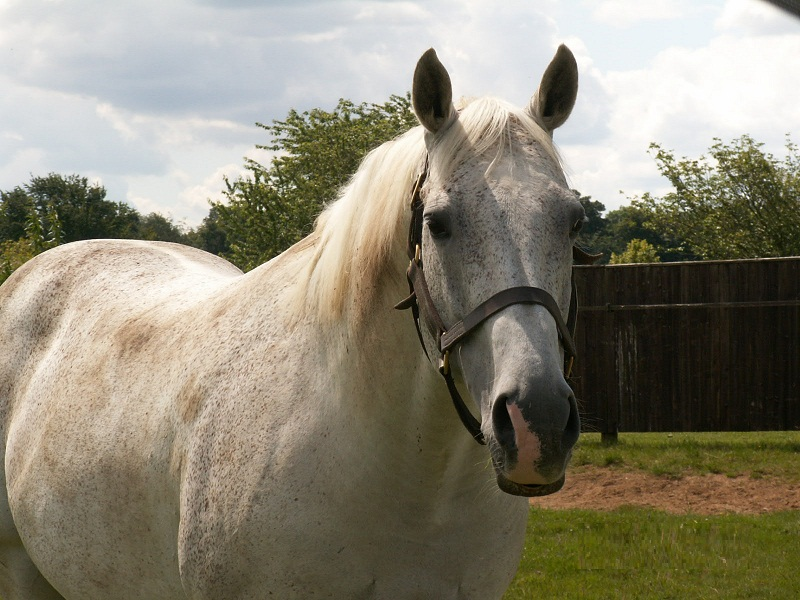
Gris truité.
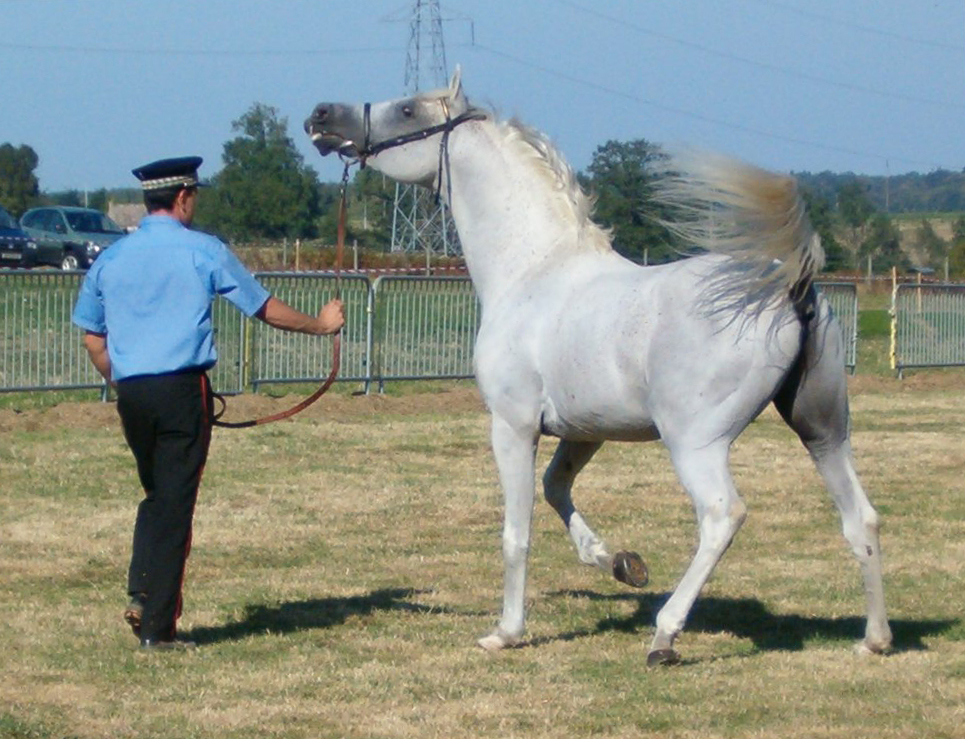
Pur-sang arabe « presque blanc », en phase finale de grisonnement. Seule sa peau reste foncée.

### Confusions

#### Blanc

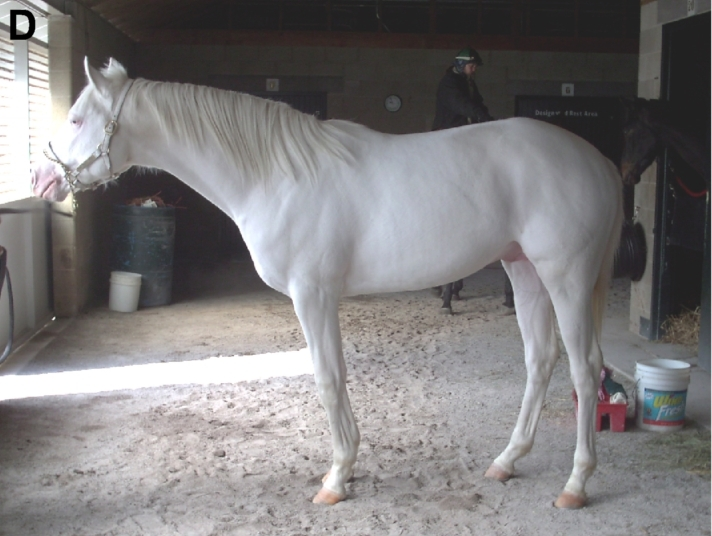
La peau rose de ce cheval indique qu'il s'agit d'un vrai cheval blanc.

Certains propriétaires de chevaux ignorant l'action du grisonnement sont surpris de découvrir que le cheval pommelé qu'ils ont acheté devient « blanc » quelques années plus tard. Quelquefois, les cavaliers qui voyagent avec un cheval devenu presque blanc peuvent avoir des problèmes avec les autorités administratives qui ne connaissent pas l'hippologie, comme les policiers ou les gardes municipaux, surpris de voir « gris » mentionné sur les papiers d'un cheval alors que celui-ci leur apparaît blanc. La confusion entre les chevaux gris et le blanc est en effet très fréquente. Un cheval gris a cependant toujours une peau foncée et des yeux sombres, sauf sous ses marques blanches qui sont présentes dès la naissance. C'est la seule différence physique notable entre un cheval gris au pelage blanc et un cheval blanc. Les chevaux blancs naissent déjà tout blancs, ils ont toujours la peau rose et peuvent présenter des yeux bleus.

#### Aubère et rouan

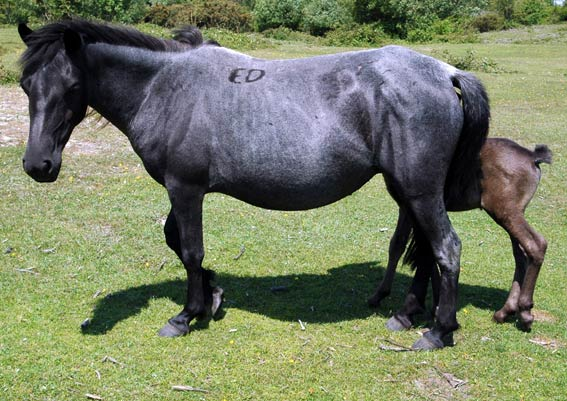
Ce New Forest n'est pas un gris mais un noir rouanné : Sa tête est noire, il ne change pas de couleur.

Les jeunes chevaux en train de grisonner sont parfois confondus avec des aubères et des rouans quand leurs crins présentent un mélange de couleur. Cependant, les chevaux aubères et rouan gardent généralement la tête foncée alors que les poils blancs sont répartis sur les flancs et la croupe. De plus, ils ne changent jamais de couleur au cours de leur vie.

#### Souris
Le cheval dit gris souris présente un pelage dans les tons gris. La crinière, la queue, le contour des oreilles et le bas des membres sont noirs. De plus, ces chevaux présentent généralement des marques primitives, raie de mulet, zébrures sur les membres et crins bicolores. La peau de ces chevaux est sombre, ils portent rarement des marques blanches. La robe souris est due au gène Dun, qui agit sur une robe de base noire. On trouve des chevaux souris principalement chez les races primitives, comme le Konik et le Sorraia.

## Fréquence

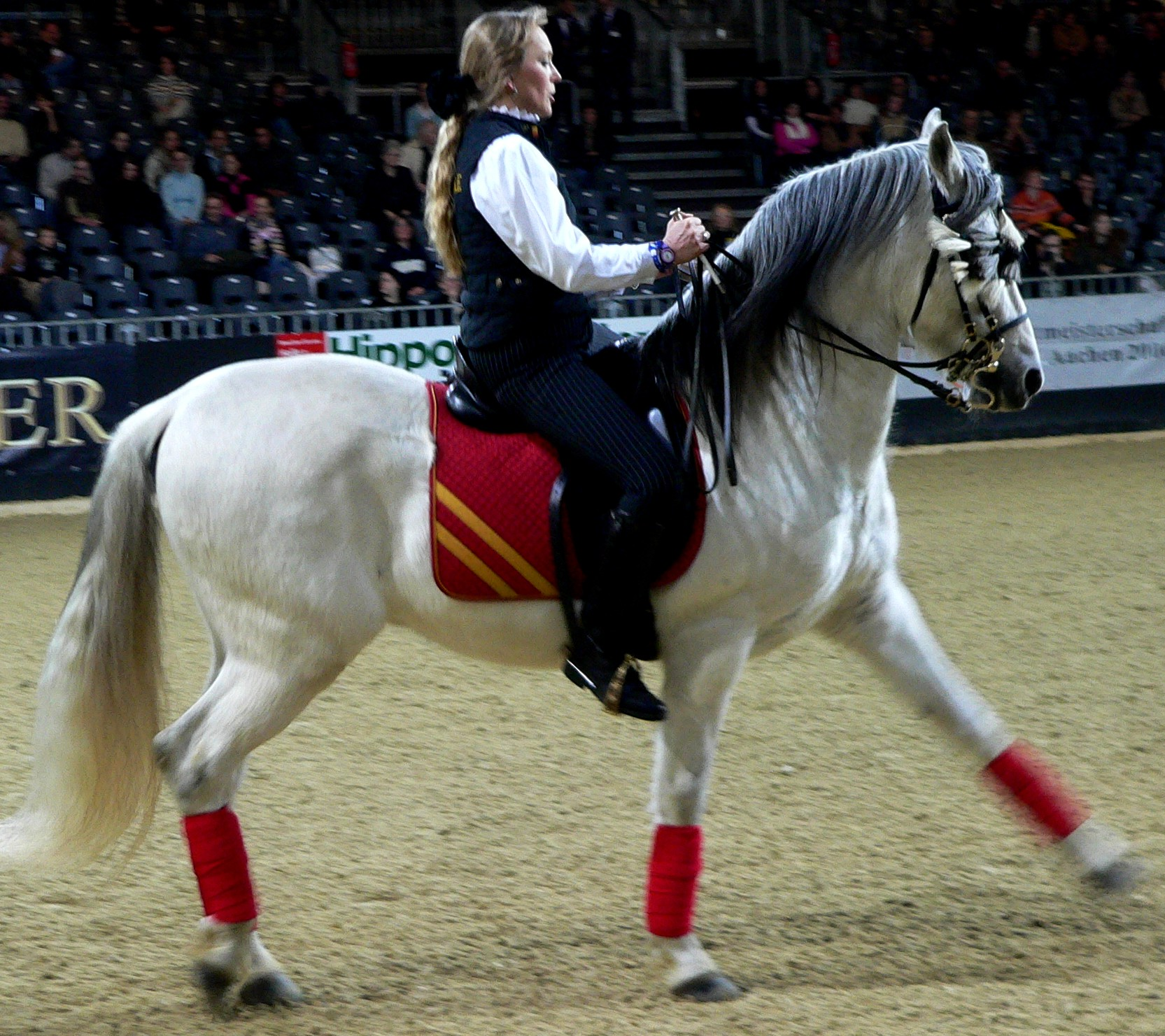
La robe de ce cheval espagnol est presque blanche, les crins s'éclaircissant en dernier.

On trouve des chevaux gris dans la majorité des races, en particulier celles qui descendent du Pure race espagnole, du Lusitanien et du Pur-sang arabe. Les races présentant le grisonnement incluent aussi le Pur-sang bien que ce soit plus rare. Deux races sont presque exclusivement sélectionnées sur la robe grise : le Camargue, où un cheval non gris est exclu du livre de la race, et le Lipizzan, dont les éleveurs gardent traditionnellement un étalon noir au sein de la race. Certaines races sont également réputées pour présenter souvent cette robe : le Pur-sang arabe, le Shagya, le Percheron, le  Boulonnais (pour qui cette couleur fut privilégiée car les chevaux clairs se voyaient mieux la nuit), le Pure race espagnole, le Lusitanien et le Welsh. Il semble qu'une forme de sélection des chevaux gris ait été mise en place car les nobles voyaient leur prestige rehaussé par le fait de monter un cheval d'apparence blanche. Tous les Pur Sang gris descendraient d'un étalon arabe gris nommé Alcock's Arabian, né en 1700. La robe grise concerne environ 3 % des Pur-sang.
La robe grise est interdite chez certaines races comme l'Appaloosa, le Paint Horse, le Frison, le Mérens et le Minorquin, qui sont toutes sélectionnées sur d'autres couleurs de robes.

## Spécificités et problèmes de santé liés
Les chevaux gris sont plus souvent victimes de mélanomes, cancers de la peau généralement bénins. 75 % des chevaux gris de plus de 15 ans souffrent d'un mélanome bénin, qui peut parfois évoluer en tumeur maligne. La mutation à l'origine de la robe grise est un facteur d'augmentation de ces mélanomes, car en stimulant la croissance des cellules qui produisent la mélanine, elle entraîne l'épuisement prématuré de ces cellules souches et l'élargissement de certains mélanocytes responsables de la pigmentation de la peau.
Le pelage blanc semble être moins attirant pour les insectes qu'une robe plus foncée, ce qui confère un avantage sélectif aux chevaux blancs et gris.

## Génétique

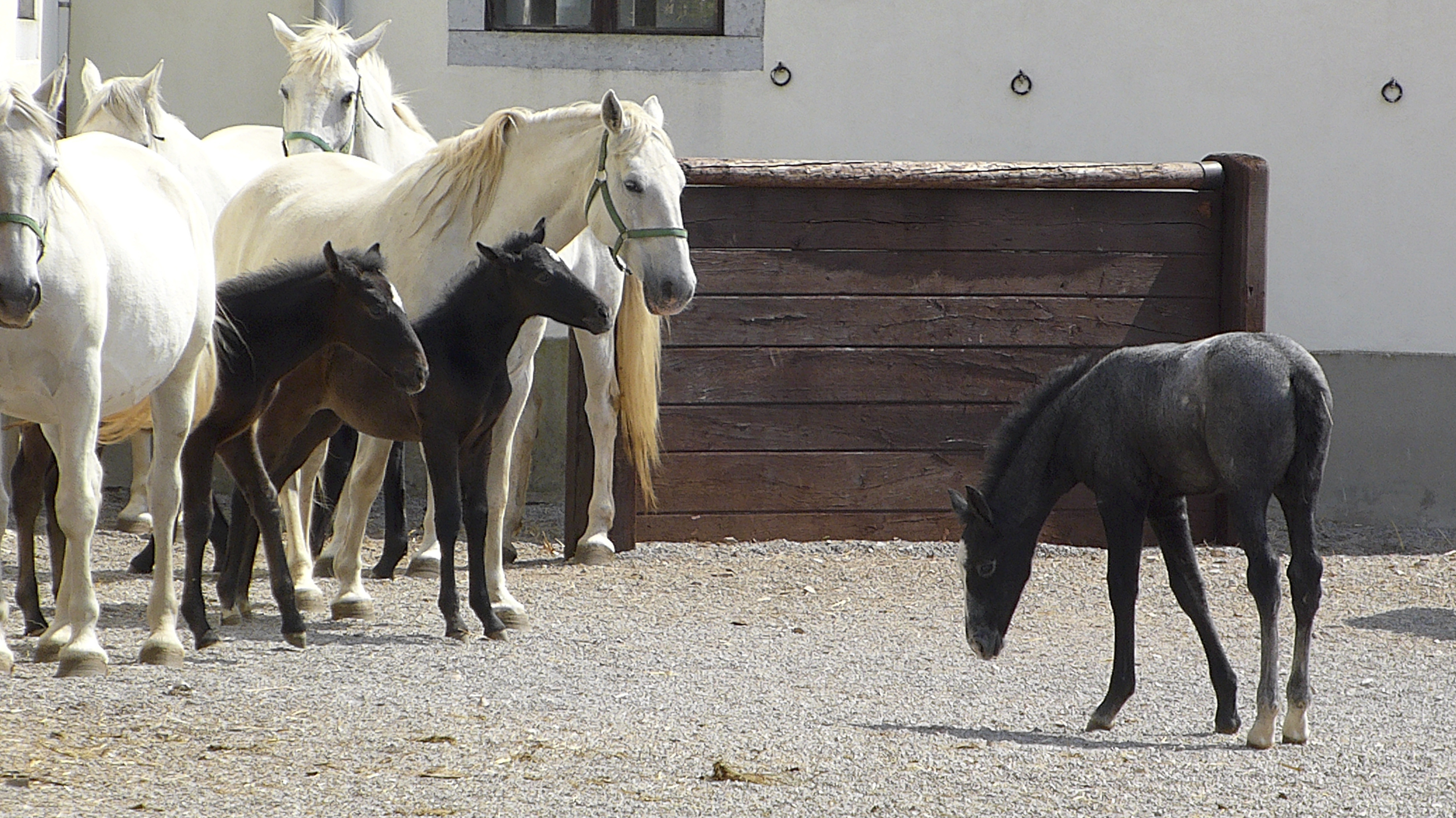
Poulains lipizzans.

Le grisonnement résulte d'une mutation sélectionnée par l'homme et transmise de génération en génération. L'ancêtre commun de tous les chevaux gris remonte à plusieurs milliers d'années, selon l'étude de chercheurs suédois de l'université d'Uppsala, publiée dans Nature genetics.
Le gène responsable de la dépigmentation, noté (G), agit en masquant progressivement par des poils blancs la couleur de base, qui en sera affectée. Un cheval n'a besoin que d'une copie de l'allèle gris pour présenter un grisonnement. Un cheval homozygote présentant le G en double exemplaire (GG) ne donnera naissance qu'à des poulains gris. Un cheval hétérozygote présentant le gène du grisonnement en unique exemplaire donnera naissance à 50 % de poulains gris. Cela rend la robe très simple à sélectionner. Le gène du grisonnement peut être détecté via un test spécifique. Il n'affecte pas la couleur des yeux ni celle de la peau, la plupart des chevaux gris ont la peau et les yeux sombres.

## Chevaux gris célèbres

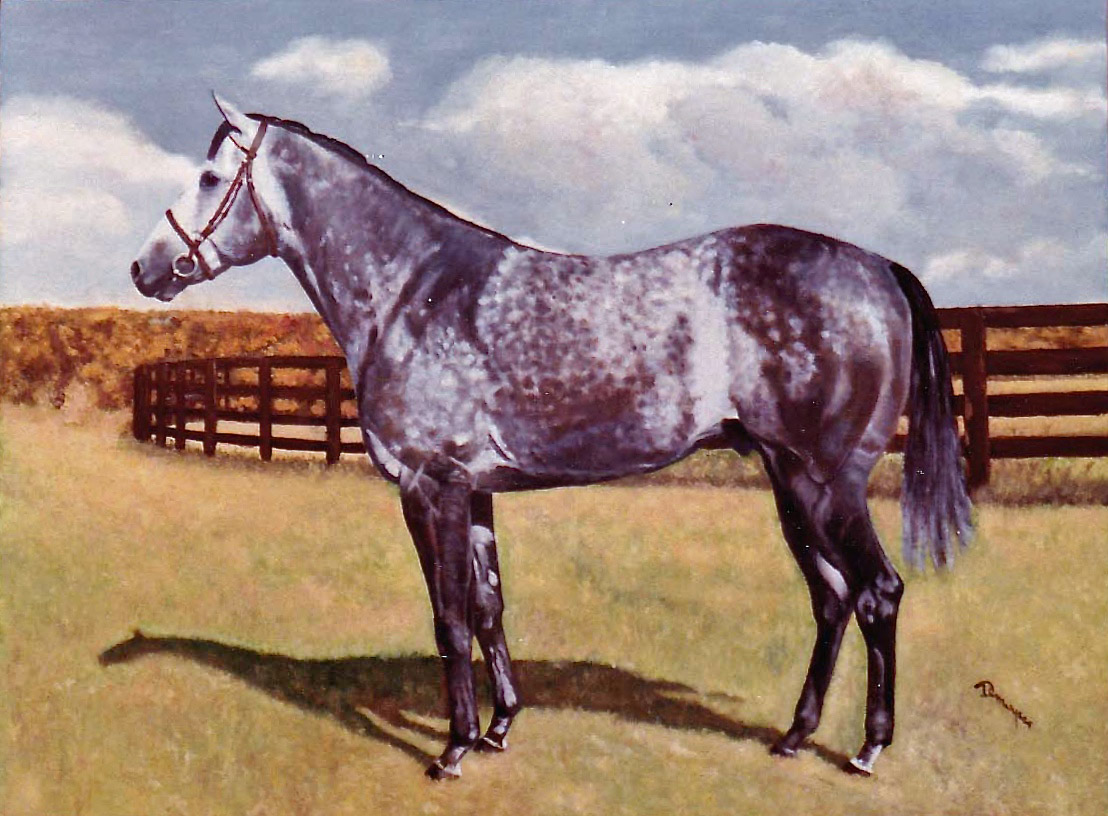
Le pur-sang Hawkin's Special, peint par l’artiste peintre Bob Demuyser (1920-2003)

- Milton, hongre de saut d'obstacles.
- Calvaro V, hongre de saut d'obstacles.
- Marengo, monture de Napoléon Ier
- Templado, cheval de spectacle.
- Serko, qui a réalisé l'un des plus grands raids équestres de tous les temps.
- Rondeno IX, triple champion d'Espagne, appartenant à la Yeguada Centurion